# Hans Georg von Ribbeck (1689–1759)

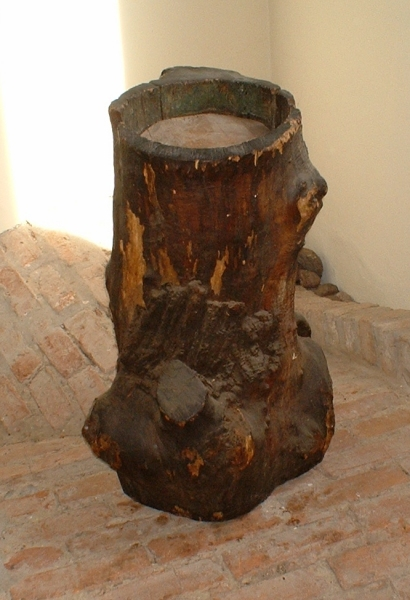
Baumstumpf in der Kirche von Ribbeck

Hans Georg von Ribbeck (* 31. Januar 1689; † 6. Juni 1759) war ein Gutsherr und Angehöriger der westhavelländischen Linie des Adelsgeschlechts Ribbeck in der Ortschaft Ribbeck, heute Teil der Stadt Nauen im Landkreis Havelland in Brandenburg.

## Leben
Hans Georg(e) von Ribbeck war das jüngste und zehnte Kind des Otto (Otto Erdmann) von Ribbeck († 1689) auf Bagow und der Anna Sibylle von Lochow-Bagow (* 1647; † 1716). Er wurde kgl. preuß. Leutnant und Gutsherr auf dem Stammgut Ribbeck. Er lebte in einem Vorgänger-Bau des heutigen Schlosses Ribbeck. Hans Georg war verheiratet seit 1726 mit Katharina Sibylle von Roth aus Köckte († 21. September 1759). Das Ehepaar hatte mehrere Kinder, Enkel und Urenkel. Der älteste Sohn Hans-George von Ribbeck starb 1772 unvermählt als kgl. preuß. Kapitän (Hauptmann). Erbe von Ribbeck und Bagow wurde der zweite Sohn Otto Karl Friedrich von Ribbeck  (* 17. Dezember 1729; † 10. Februar 1800). Seine Nachfahren bewirtschaften die beiden Güter bis zur Bodenreform.
Er gilt als die Person, die in verschiedenen literarischen Werken im Zusammenhang mit einem Birnbaum auf seinem Grabe beschrieben wurde, unter anderem:
- von Auguste Hertha von Witzleben (1851–1927), einer Urenkelin von Karl Friedrich Ernst von Ribbeck, 1875 in einem Gedicht,[2][3]
- von Karl Eduard Haase 1887 in der Erzählung Nr. 112 Der Birnbaum an der Kirche zu Ribbeck in der Sammlung Volkstümliches aus der Grafschaft Ruppin und Umgebung,[4]
- von Theodor Fontane 1889 in der Ballade Herr von Ribbeck auf Ribbeck im Havelland,
- von Friedrich Christian Delius 1991 in der Erzählung Die Birnen von Ribbeck.

Der Stumpf eines am 20. Februar 1911 von einem Sturm umgeworfenen Birnbaums wird heute in der Dorfkirche von Ribbeck aufbewahrt. Neupflanzungen erfolgten in den 1970er Jahren und im April 2000 mit einer Römischen Schmalzbirne, besser bekannt unter dem Namen Melanchthonbirne. Auf dem Gutshof von Ribbeck befindet sich eine alte Brennerei, die um etwa 1850 errichtet wurde und heute wieder in Familienbesitz ist; zu den Produkten zählen Edelbrände und Essig.

## Genealogie
- Gothaisches Genealogisches Taschenbuch der Uradeligen Häuser. Der in Deutschland eingeborene Adel. 1918. Neunzehnter Jahrgang, Justus Perthes, Gotha 1917, S. 720. Digitalisat, In: Internet Archive.